# Donald Martin (Bischof)
Donald Martin (* 6. Oktober 1873 in Salen, Ardnamurchan, Argyll, Schottland, Vereinigtes Königreich Großbritannien und Irland; † 6. Dezember 1938 in Oban, Argyll, Schottland, Vereinigtes Königreich) war ein schottischer römisch-katholischer Geistlicher.
Martin studierte von 1899 bis 1905 am Royal Scots College in Valladolid, wo sein Onkel David McDonald Rektor war. Am 23. September 1905 wurde er zum Priester geweiht. Von 1906 bis 1908 war er Pfarrer in Castlebay, von 1908 bis 1909 Pfarrer in Glencoe und von 1909 bis 1919 Pfarrer von Oban.
Papst Benedikt XV. ernannte ihn am 2. April 1919 zum Bischof von Argyll and the Isles. Am 11. Juni 1919 weihte John Toner, Bischof von Dunkeld, ihn in Oban zum Bischof. Mitkonsekratoren waren James William McCarthy, Bischof von Galloway, und Henry Grey Graham, Weihbischof in Saint Andrews und Edinburgh.